# Mirabegron
Mirabegron (INN) is een geneesmiddel voor de behandeling van het overactieve blaassyndroom. Mirabegron is het eerste middel met een nieuw werkingsmechanisme voor deze behandeling: het is een selectieve β3-adrenoceptoragonist. Het bindt zich aan β3-receptoren in de spiercellen van de blaas en heeft als effect dat het gladde spierweefsel van de blaas ontspant, wat leidt tot een verhoogde capaciteit van de blaas en verminderde aandrang om te plassen.
De stof is ontwikkeld door het Japanse farmaceutisch bedrijf Astellas Pharma. Ze was oorspronkelijk bedoeld voor de behandeling van diabetes, maar in dierproeven bleek ze een positief effect te hebben op de blaasfunctie, waarbij het middel ook goed werd verdragen.
Mirabegron is in 2011 Japan toegelaten (merknaam Betanis) en in 2012 ook in de Verenigde Staten en de Europese Unie. De Europese vergunning is verleend op 20 december 2012. Astellas Pharma gebruikt de merknaam Myrbetriq in de Verenigde Staten en Betmiga in Europa.
Mirabegron wordt oraal toegediend in de vorm van tabletten met verlengde afgifte, die eenmaal per dag worden genomen. Er zijn tabletten met 25 of 50 mg van de werkzame stof.
Solabegron en fasobegron zijn twee andere β3-adrenoceptoragonisten die na mirabegron zijn ontwikkeld.

## Waarschuwing na registratie
Op 7 september 2015 waarschuwde het CBG voor een nieuwe contra-indicatie bij patiënten met ernstige ongecontroleerde hoge bloeddruk.